# أريد رجلا (مسلسل)
أريد رجلا هو مسلسل دراما مصري من إخراج محمد مصطفي وبطولة كل من إياد نصار، سهير المرشدي، مريم حسن، ظافر العابدين، سهر الصايغ، حازم سمير، مي القاضي، ندى بسيوني وأحمد عبد العزيز، صدر المسلسل في 9 مايو 2015 على قناة OSN ياهلا.

### القصة
تدور أحداث المسلسل حول وكيل النيابة «سليم عبد المجيد» الذي يقع في الحب مع «أمينة عزت» (مذيعة في الراديو) وترفض «أم سليم» الصعيدية في البداية أن تزوجها لابنها حيث أنها ترغب أن تزوجه فتاة من الصعيد لتنجب لها حفيدها الولد الذي تتمناه ولكن يصر «سليم» على الزواج منها ويتزوجان ولكن تنجب «أمينة» بنتين وتغضب «أم سليم» لرغبتها في الولد وتغصب «سليم» على زواج فتاة أخرى من الصعيد فتكتشف «أمينة» ذلك وتحاول أن تنتقم لكرامتها وترفع عليه قضية طلاق أسبابها أنه لا ينجب غير الإناث وتظهر على التليفزيون في برنامج تليفزيوني تحكي عن القضية التي رفعتها على زوجها فيغضب «سليم» مما فعلت وتندم «أمينة» ويطلق «سليم» زوجته الثانية و«أمينة» الذي يظل يحبها.

### فريق العمل
- اياد نصار (سليم)
- مريم حسن (أمينة)
- أحمد عبد العزيز
- ظافر العابدين
- سهر الصايغ
- ميرنا المهندس
- فراس سعيد
- نرمين زعزع[2]
- لقاء سويدان
- أميرة العايدي
- إلهام عبد البديع
- فاطمة ناصر
- شهيرة سلام[3]
- نهى لطفي
- ندى بسيوني
- محمد الشقنقيري
- حازم سمير
- ميار الغيطي
- نضال نجم
- سهير المرشدي
- جومانليا المرشدي

## مواسم المسلسل

### الموسم الأول
يتناول العمل المقتبس عن رواية تحمل نفس الاسم للكاتبة نور عبد المجيد، قصة «سليم» الذي رزق بابنتين من زوجته «أمينة» غير أن أمه الصعيدية «يامنة» تلح عليه ليتزوج ثانية لينجب ذكرًا فتقرر زوجته الثأر لكرامتها وترفع دعوى مطالبة بالطلاق، وتحدث ضجة اعلامية حول المرأة التي رفعت قضية طلاق لأنها ترغب في إنجاب ذكر وزوجها لا ينجب سوى الإناث، نظرًا لأن جنس المولود يحدده الرجل!